# Пятнистая химера
Пятни́стая химе́ра (лат. Hydrolagus barbouri) — вид хрящевых рыб семейства химеровых (Chimaeridae). Распространение — северо-западная часть Тихого океана: Восточно-Китайское и Японское моря. Данный вид находится под угрозой утраты мест обитания.

## Места обитания
Пятнистая химера была зарегистрирована на внешнем континентальном шельфе и верхней части среднего склона на глубинах 250–1100 м и наиболее распространена на глубинах 600–800 м.

## Внешний вид
Максимальный размер достигает не менее 86 см общей длины, 48 см длины тела. Размер в зрелом возрасте составляет 48 см прекаудальной длины для самцов и 55 см для самок